# Șieu-Sfântu
Șieu-Sfântu (węg. Sajószentandrás) – wieś w Rumunii, w okręgu Bistrița-Năsăud, w gminie Șintereag. W 2011 roku liczyła 430 mieszkańców.